# Хлоя (мини-сериал)
«Хлоя» (англ. Chloe) — британский мини-сериал в жанре психологического триллера, созданный Элис Сибрайт для BBC One и Amazon Studios. Премьера проекта состоялась 6 февраля 2022 года на BBC One, после этого он был выпущен на стриминговой платформе Amazon Prime Video. Сериал получил высокие оценки от критиков, особо отмечали исполнительницу главной роли — Эрин Доэрти.

## Сюжет
Придумывая себе альтер-эго главная героиня становится влиятельной и трансгрессивной женщиной («кем-то»), популярной, имеющей связи и любовников. Её жизнь становится гораздо более захватывающей и вызывает привыкание, чем существование в прежней роли — будучи «никем». Однако притворство вскоре затуманивает ей разум и смешивается с реальностью.

## В ролях
- Эрин Доэрти — Бекки Грин
- Билли Хоул — Эллиот Фэйрборн
- Пиппа Беннетт-Уорнер[англ.] — Ливия Фултон
- Джек Фартинг — Ричард Гринбэнк
- Поппи Гилберт[англ.] — Хлоя Фэйрборн
- Акшай Кханна — Аниш
- Брэндон Майкл Холл — Джош Стэнфилд
- Лиза Палфри[англ.] — Пэм
- Скотт Роуз-Марш[англ.] — Джером
- Александр Элиот — Фил Фултон

## Производство
Сценарий сериала был написан Элис Сибрайт (одной из режиссёрок и сценаристок «Полового воспитания») в соавторстве с Кейли Ллевеллин, Поппи Коган, Болу Бабалола и Сэмом Бэроном. Продюсером выступила Джоанна Кроу, а исполнительными продюсерами — Талли Гарнер и Морвен Рид из Mam Tor Productions и Бен Ирвинг из BBC. Проект был анонсирован на BBC в феврале 2020 года. 20 апреля 2021 года компания Amazon Studios объявила, что примет участие в совместном производстве.
Актёрский состав был объявлен в апреле 2021 года, главные роли получили: Эрин Доэрти, Билли Хоул, Пиппа Беннетт-Уорнер и Джек Фартинг. По словам Сибрайт, она писала роль специально под Доэрти. Саундтрек был написан Уиллом Грегори из музыкального дуэта Goldfrapp, при участии Элисон Голдфрапп и Эдрианом Атли из бристольской группы Portishead.
Основные съёмки проходили в Бернхэм-он-Си, Брин Дауне и Бристоле на студии The Bottle Yard Studios. В сериале представлены работы местных художников.

## Список эпизодов
| № | Название   | Режиссёр     | Автор сценария  | Дата премьеры   | Зрители U.K (млн) |
| - | ---------- | ------------ | --------------- | --------------- | ----------------- |
| 1 | «Эпизод 1» | Элис Сибрайт | Элис Сибрайт    | 6 февраля 2022  | 5.87              |
| 2 | «Эпизод 2» | Элис Сибрайт | Элис Сибрайт    | 7 февраля 2022  | 4.15              |
| 3 | «Эпизод 3» | Элис Сибрайт | Кейли Ллевеллин | 13 февраля 2022 | н/д               |
| 4 | «Эпизод 4» | Аманда Бойл  | Поппи Коган     | 14 февраля 2022 | н/д               |
| 5 | «Эпизод 5» | Аманда Бойл  | Элис Сибрайт    | 20 февраля 2022 | н/д               |
| 6 | «Эпизод 6» | Аманда Бойл  | Элис Сибрайт    | 21 февраля 2022 | н/д               |

## Отзывы критиков
Рейтинг сериала на сайте-агрегаторе рецензий Rotten Tomatoes составляет 94 %, со средней оценкой 7,8 из 10 на основе 32 обзоров. Консенсус критиков гласит: «Иногда „Хлоя“ может казаться неправдоподобной, но превосходная игра Эрин Доэрти привносит человеческий оттенок в этот технологический триллер». На Metacritic (высчитывающий средний рейтинг рецензий) сериал получил 86 баллов из 100 (на основе 13 рецензий), что приравнивается к статусу «всеобщее признание».
Люси Мэнган из The Guardian писала: «В этой жестоком, свежем сериале о загадочном убийстве нет ни одной фальшивой ноты … Это шоу — настоящее пиршество», добавив: «Сюжет тщательно продуман, а действие динамично, всё это прочно скреплено выдающейся игрой Эрин Доэрти». Сабрина Барр из Metro отмечала, что сериал «фокусируется на нездоровой одержимости, которую многие из нас испытывают по поводу социальных сетей и сравнения своей жизни с другими».